# Костюк Богдана Олегівна
Богдана Олегівна Костюк (нар. 19 серпня 1964, Київ — пом. 7 червня 2020, там само) — українська журналістка.

## Життєпис
Закінчила відділення слов'янської філології Київського університету (1987), стажувалася у Софійському університеті (1986—1987). У юності писала прозу, у 1984 році опубліковала збірку оповідань «Круча». Одне з її оповідань увійшло у видану в Болгарії (1981) антологію «Жінки» і було надруковано поряд з текстами Сельми Лагерлеф, Дороті Паркер, Агати Крісті, Франсуази Саган.
У 1990—1993 роках працювала у структурі партії Народний рух України як референт, перекладач, співробітник секретаріату.
З 1995  року і до кінця життя працювала репортером української служби Радіо Свобода. Була першим координатором Київського бюро радіостанції після офіційної реєстрації, вела репортажі з Верховної Ради і з Майданів у Києві.
Як відповідні вищим стандартам журналістики оцінив публікації Костюк колишній міністр закордонних справ України Володимир Огризко. У панахиді за Богданою Костюк у соборі Михайлівського Золотоверхого монастира взяв участь предстоятель Православної церкви України Епіфаній
Дід по материнській лінії — Дмитерко Любомир Дмитрович (1911—1985) — український письменник, поет, прозаїк, драматург, публіцист, сценарист, перекладач. Лауреат Державної премії України імені Тараса Шевченка. Один з трьох членів літературної групи «Західна Україна», які не потрапили до радянського ГУЛАГу.
Дід по батьківській лінії — Костюк Трохим Якович (1905-1941) — український радянський партійний діяч. Член ЦК КП(б)У в 1940—1941 р. Депутат Верховної Ради СРСР 1-го скликання з 1941 року.
Бабуся по батьківській лінії — Марія Адамівна Костюк (1908, місто Христинівка Київської губернії, тепер Уманського району Черкаської області) — українська радянська партійна діячка, секретар Ленінського райкому КП(б)У міста Києва. Кандидат у члени ЦК КП(б)У в 1949—1952 роках.